# Martín Bustos Moyano
Martín Bustos Moyano (Córdoba, 12 de julio de 1985) es un ex-jugador de rugby argentino. Su último club fue el Aviron Bayonnais y también jugó en la Selección de rugby de Argentina. Bustos Moyano jugaba en las posiciones de Ala o de Zaguero.

## Carrera

### Clubes
Bustos Moyano comenzó su carrera en el rugby en el equipo de su ciudad, el Córdoba Athletic Club, club de carácter amateur, como todos los que juegan al rugby en Argentina. En 2009 firma su primer contrato profesional con el Pampas XV donde jugó una temporada, la cual le valió para fichar por el Montpellier Hérault Rugby Club del Top 14 francés. En Montpellier disputó 3 temporadas donde llegó a ser subcampeón del top 14 en 2011 gracias a su efectividad en los lanzamientos de tiros a palos, lo que le dio la posibilidad de jugar la Heineken Cup 2011 y 2012.
Ya en el verano de 2013 Bustos Moyano ficha por Aviron Bayonnais. En diciembre de 2015 firma una extensión de su contrato por dos temporadas más
En la temporada 2015-2016 se convierte en una pieza fundamental para que Bayonne vuelva al top 14 siendo nombrado mejor jugador de la final de ascenso

### Internacional
Bustos Moyano fue llamado por primera vez por "los pumas" (Selección de rugby de Argentina) el 8 de noviembre de 2008 contra Selección de rugby de Chile.
En mayo de 2010, fue seleccionado en el grupo de 40 jugadores convocados para defender los colores de Argentina para dos amistosos de verano, pero no llegó a jugar. en 2013 Bustos Moyano juega 3 partidos en una gira de verano contra Inglaterra y Georgia.
Con la selección de rugby seven de Argentina ha participado en 12 ocasiones.

## Partidos conLos Pumas
- 2013:  8/6 vs. Inglaterra (1 penalti); 15/06 vs. Inglaterra (4 penaltis y 2 conversiones); 22/06 vs. Georgia (8 penaltis)
- 2008: 8/11 vs. Chile.

### Palmarés y distinciones notables
- Campeón Play off ascenso Pro D2 2015-2016 (Aviron Bayonnais)